# Линдберг, Эдвард
Эдвард Линдберг (англ. Edward Ferdinand Jacob «Ed» Lindberg) — американский легкоатлет, чемпион олимпийских игр 1912 года в составе эстафетной команды 4×400 метров, которая выиграла с мировым рекордом, а также бронзовый призёр в беге на 400 метров с результатом 48,4 с. На этой же олимпиаде Линдберг выступал в показательных соревнованиях по бейсболу.
Победитель любительского легкоатлетического союза США на дистанции 440 ярдов в 1909 и 1911 годах.
Родился в семье иммигрантов из Швеции. Учился в Университете штата Иллинойс.